# Clonazolam
Il clonazolam o clonitrazolam è uno psicofarmaco appartenente alla categoria delle triazolobenzodiazepine. Ha avuto pochissime ricerche sui suoi effetti e sul metabolismo ed è stato venduto online come designer drug.
Il farmaco può essere somministrato per via orale.
La sintesi del clonazolam è stata svolta per la prima volta nel 1971 e il farmaco è stato descritto come il composto più attivo della serie testata.
Si dice che il clonazolam sia molto potente e sono state sollevate preoccupazioni sul fatto che esso e il flubromazolam in particolare possano rappresentare un rischio relativamente più elevato rispetto ad altre benzodiazepine per via della loro capacità di produrre una forte sedazione e amnesia a partire da una dose di 0,5 mg.

## Proprietà farmacologiche
Gli effetti del clonazolam sono simili a quelli di altre benzodiazepine, come ansiolisi, disinibizione, letargia, rilassamento muscolare ed euforia. Sebbene nessuna dose di clonazolam sia considerata "sicura" a causa della mancanza di ricerca sul farmaco e dell'estrema potenza, dosi superiori a 0,5 mg possono causare un sovradosaggio di benzodiazepine in alcuni individui.

## Effetti collaterali
Gli effetti collaterali di un sovradosaggio di clonazolam includono sedazione, confusione, respirazione insufficiente, perdita di coscienza e morte. Poiché la dipendenza può manifestarsi in un breve periodo di tempo, o anche con una dose iniziale elevata, i sintomi da astinenza (compresi convulsioni e morte) possono manifestarsi acutamente dopo il periodo di intossicazione.